# San Lucas Amalinalco
San Lucas Amalinalco är en ort i Mexiko, tillhörande kommunen Chalco i delstaten Mexiko. San Lucas Amalinalco ligger i den centrala delen av landet och tillhör Mexico Citys storstadsområde. Orten hade 3 626 invånare vid folkräkningen 2010.